# Macropsis lincolnensis
Macropsis lincolnensis är en insektsart som beskrevs av Evans 1935. Macropsis lincolnensis ingår i släktet Macropsis och familjen dvärgstritar. Inga underarter finns listade i Catalogue of Life.